# Felicitas Goodman

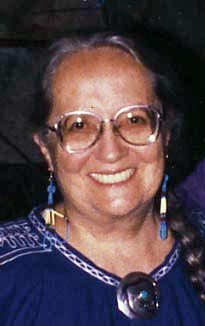
Felicitas Goodman, etwa 1988

Felicitas D. Goodman (geb. Daniels; * 30. Januar 1914 in Budapest, Ungarn; † 30. März 2005 in Columbus (Ohio), USA) war eine Kulturanthropologin, Tranceforscherin und Schriftstellerin. 

## Leben und Werk
Felicitas D. Goodman wurde 1914 in Budapest geboren. Ihre Kindheit verbrachte sie als deutschstämmige Ungarin in Ungarn, Rumänien und Deutschland. 1931 wurde ihre Familie aus Siebenbürgen ausgewiesen. Von 1931 bis 1934 studierte Goodman an der Universität Heidelberg. Sie schloss ihr Studium als Diplomdolmetscherin für englische Sprache ab. 1947 übersiedelte sie mit ihrer Familie in die USA und arbeitete als Übersetzerin und Privatdozentin. An der Ohio State University studierte sie Linguistik und Kulturanthropologie und schloss mit einem Diplom in Linguistik und der Promotion in Kulturanthropologie ab. Danach lehrte sie bis 1978 als Professorin für Linguistik, Ethnologie und Kulturanthropologie an der Denison University (Ohio). An der Denison University begann Goodman in Zusammenarbeit mit ihrer Lehrerin Erika Bourguignon eine siebzehnjährige Forschungsarbeit über Frauen einer Pfingstgemeinde in einem Dorf in Yucatán, Mexiko. Eine Monographie über diese Feldforschung, 17 Years with the Women of a Maya Village, erschien 1999.
1979 gründete Goodman in der Nähe von Santa Fe das Cuyamungue Institut zur Erforschung und Lehre von rituellen Körperhaltungen und ekstatischer Trance.
Goodman schrieb ein umstrittenes Buch zum Fall Anneliese Michel, einer bischöflich angeordneten Teufelsaustreibung, die mit dem Tod von Michel endete. Goodmans Thesen werden von Anhängern kultisch-religiöser Deutungsversuche regelmäßig als Beleg einer teuflischen Besessenheit von Michel ins Feld geführt, obwohl ihre Arbeit auf breiter Basis als unwissenschaftlich und nicht nachvollziehbar bezeichnet wird.

## Schriften
- Anneliese Michel und ihre Dämonen. Der Fall Klingenberg in wissenschaftlicher Sicht. 2. Auflage. Christiana-Verlag, Stein am Rhein 1987, ISBN 3-7171-0781-X
- Ekstase, Besessenheit, Dämonen – die geheimnisvolle Seite der Religion, (1991), Gütersloher Verlagshaus, ISBN 978-3-579-00282-8
- Trance. Der uralte Weg zum religiösen Erleben (1992); Gütersloher Verlagshaus; Auflage: 5 (2003), ISBN 978-3-579-00969-8
- Wo die Geister auf den Winden reiten (1993, 2007); Verlag: Binkey Kok, Neuaufl. (2007), ISBN 978-90-78302-19-3
- Meine letzten 40 Tage. Eine indianische Vision über das Sterben und den Tod, Walter-Verlag (März 2001), ISBN 978-3-530-50005-9
- Die andere Wirklichkeit – über das Religiöse in den Kulturen der Welt, (1994); ISBN 978-3-87294-989-9
- Die blaue Brücke – Märchen (1945, 1999); Verlag: Schwerdtfeger (1945); Verlag: Binkey Kok (1999), ISBN 978-3-933467-03-4
- Ekstatische Trance – das Arbeitsbuch (in Zusammenarbeit mit Nana Nauwald und Freunden, 2004); Verlag Binkey Kok, erweiterte und aktualisierte Neuauflage (2007), ISBN 978-90-74597-81-4